# Lidio Lopes
Pour les articles homonymes, voir Lopes.
Lidio Lopes est un avocat et homme politique brésilien né le 5 août 1966 à Iguatemi.

## Vie privée
Lidio Lopes est né à Iguatemi dans le Mato Grosso do Sul, il est le fils de João Francisco Lopes et Lenira Amélia Nogueira Lopes et a sept frères et quatre sœurs. Il est marié à la maire de Campo Grande Adriane Lopes, avec qui il a deux enfants : Matheus et Bruno.
À l'âge de neuf ans, il a commencé à travailler comme cireur de chaussures, puis dans la restauration et plus tard à la Poste téléphonique d'Iguatemi, où il est parti étudier.
Il est membre de l'Assemblée de l'Église Évangélique des Missions de Dieu, a exercé la fonction de Président de l'Umadecamp (Union des Jeunes des Assemblées de Dieu à Campo Grande) et président d'Umadems (Union des jeunes des Assemblées de Dieu dans l'État du Mato Grosso do Sul)

## Carrière professionnelle et politique
Il est avocat, employé effectif de la TCE/MS (Cour des comptes du Mato Grosso do Sul) depuis 1994.
En 2008, il s'est présenté à l'un des 21 sièges de conseiller de la ville de Campo Grande et a été élu avec près de 7 000 voix. Il y a occupé le poste de vice-président, il a été président de la commission spéciale de révision de la loi organique de la municipalité de Campo Grande et du règlement intérieur, ainsi que membre de la CCJ (Constitution et Justice Commission et Rédaction Finale) et vice-président de la Commission Permanente des Transports et du Transit.
Il est député d'État du Mato Grosso do Sul depuis 2018,,.